# Ana María Moix
Pour les articles homonymes, voir Moix.
Œuvres principales
- No Time for Flowers y otras historias (1971)
- La Métamorphose de Walter (1973 ; fr. : 1989)

Ana María Moix i Meseguer, née à Barcelone le 12 avril 1947, et morte dans cette ville le 28 février 2014 , est une poétesse et romancière espagnole.
Elle fait partie, avec d'autres intellectuels espagnols des années 1960, de la Gauche divine, puis des « Novísimos », dans les années 1970.

## Biographie
Elle a deux frères, Miguel, de trois ans son aîné, qui meurt lorsqu'elle a quinze ans, et Terenci. Elle est également la cousine des écrivains Yann Moix et Alexandre Moix. Dès l'âge de vingt-deux ans, elle commence à publier ses poèmes. Elle fait partie d'un groupe de neuf jeunes poètes d'avant-garde, avec Pere Gimferrer, Félix de Azúa. Elle reçoit le prix Vizcaya de Poésie avec No Time for Flowers en 1970. Elle compte parmi ses amis Ana María Matute et Cristina Peri Rossi.
Après ces débuts retentissants, elle a cependant très peu écrit sur une longue période, se consacrant surtout à l'écriture d'articles ou de livres pour enfants. Ce silence relatif a attiré l'attention de la critique sur le thème du silence dans ses dernières œuvres. Elle reçoit le Prix de la ville de Barcelone en 1985 et en 1995. Elle publie en 2002 De mi vida real nada sé.
En 2006 elle reçoit la Croix de Saint-Georges, distinction décernée par la Generalitat de Catalogne.
Entre 2006 et avril 2010, elle est directrice de la maison d'édition Bruguera.
Elle meurt le 28 février 2014 à Barcelone d'un cancer.

## Œuvre

### Poésie
- Baladas del dulce Jim, 1969.
- Call Me Stone, 1969.
- No Time for Flowers y otras historias, Lumen, 1971.
- A imagen y semejanza, poésie intégrale, Lumen, 1983.

### Romans
- Julia, Lumen, 1968 ; 1991.
- Walter, ¿por qué te fuiste?, Seix Barral, 1973.La Métamorphose de Walter, traduction de l'espagnol par Dominique Salgas, Actes Sud, 1989.
- Vals negro, Lumen, 1994.
- Extraviadas ilustres, 1996.

### Littérature infantile
- La maravillosa colina de las edades primitivas, Lumen, 1973
- Los robots. Las penas, Bruguera, 1982
- Miguelón, 1986

### Nouvelles
- El Chico pelirrojo a quien veo cada día, Lumen, 1971.
- Las Virtudes peligrosas, Plaza y Janés, 1985.
- La Niebla y otros relatios, Alfaguara, 1988.
- De mi vida real nada sé, Lumen, 2002.
- El querido rincón, 2002

### Articles
- Veinticuatro por veinticuatro, 1973

### Essais
- Mara Girona: una pintura en libertad (essai), 1977
- El baix Llobregat, 29 municipis i un riu. Barcelona (guide), 1995
- Extraviadas ilustres (biographie), 1996
- 24 horas con la Gauche divine, Lumen, 2002 (écrit en 1971)

## Prix
- Prix Vizcaya de Poésie pour No time for flowers, 1970
- Premio Ciudad de Barcelona (es) pour Las virtudes peligrosas, 1985.
- Premio Ciudad de Barcelona pour Vals negro, 1995.
- Croix de Saint-Georges, 2006.